# 1月17日 (旧暦)
旧暦1月17日は旧暦1月の17日目である。六曜は大安である。

## できごと
- 泰始2年（ユリウス暦266年3月10日） - 司馬炎が魏帝・曹奐から皇統を奪い、皇帝・武帝となる。魏が滅亡し西晋が成立
- 養和元年（ユリウス暦1181年2月2日） - 平家により幽閉されていた後白河法皇が、平清盛の死去に伴い院政を再開
- 文永5年（ユリウス暦1268年2月1日） - モンゴル帝国の使者が通交を求めて来日。元寇のきっかけとなる。
- 天正8年（ユリウス暦1580年2月2日） - 三木合戦終結、羽柴秀吉率いる織田方が勝利。
- 寛政9年（グレゴリオ暦1798年3月4日） - 湯島聖堂を「昌平坂学問所」と改称し、同時に幕府の直轄とする。

## 誕生日
- 万延元年（グレゴリオ暦1680年2月17日） - 徳川頼職、4代紀州藩主・徳川吉宗の兄（+ 宝永2年（1705年））
- 明和2年（グレゴリオ暦1765年3月8日） - 津軽寧親、第9代弘前藩主（+ 天保4年（1833年））
- 慶応4年（グレゴリオ暦1868年2月10日） - 藪内節庵、茶人（+ 昭和15年（1940年））

## 忌日
- 天正8年（ユリウス暦1580年2月2日） - 別所長治、戦国大名（* 1558年?）